# Prakashpur
Prakashpur – gaun wikas samiti we wschodniej części Nepalu w strefie Kośi w dystrykcie Sunsari. Według nepalskiego spisu powszechnego z 2001 roku liczył on 2667 gospodarstw domowych i 13605 mieszkańców (7106 kobiet i 6499 mężczyzn).